# Maasland (Noord-Brabant)
Het Maasland, soms ook Maaskant genoemd, is een streek ten oosten van 's-Hertogenbosch en ten zuiden van de Maas. Het kwartier van Maasland vormde historisch tot aan het einde van de 18e eeuw het noordelijkste kwartier van de Meierij van 's-Hertogenbosch. De andere drie kwartieren waren: Kempenland, Oisterwijk en Peelland. Ook wordt wel onderscheid gemaakt tussen rivierengebied Maasland en het aangrenzende zandgebied Maaskant.
Het gebied bestaat uit de volgende plaatsen: Alem, Berghem, Berlicum, Dinther, Empel, Geffen, Gewande, Heesch, Heeseind, Heeswijk, Kessel, Kruisstraat, Lith, Lithoijen, Loosbroek, Maren, Maren-Kessel, Nuland, Nistelrode, Oss en Rosmalen. De hoofdstad was Oss. Naar het oosten toe grensde het aan het Land van Ravenstein, dat niet tot de Meierij behoorde. Naar het westen toe was er de Langstraat, die ook niet bij de Meierij hoorde en onder sterkere Hollandse invloed stond. In het zuiden lag het Kwartier van Peelland.
Het dialect dat in delen van de streek gesproken wordt, is het Maaslands.
Maasland had veel te lijden van overstromingen van de Maas.  Twee natuurlijke lage oeverdelen van de Maas tussen Gassel en Linden waren bij de dijkaanleg in
de 16e eeuw ingericht als overlaten. Die overstroombedding was een rivierpolder die 's winters tijdens hoogwater onderliep en dan een tijdelijke rivier vormde. Men noemde dat gewoonlijk de Beerse Maas. Deze overlaat betekende voor de bewoners een
last door de frequente overstromingen die er het gevolg van waren, die echter ook vruchtbare weidegrond verschaften. Dit leidde tot een bloeiende veeteelt en tot industrialisatie in de vorm van exportslachterijen en margarinefabrieken. De vleesverwerkende fabrieken van Hartog en Zwanenberg (waaruit in 1923 Organon ontstond) kwamen op, en de fabrieken van Van den Bergh en Jurgens voor kunstboter (tegenwoordig margarine geheten) waren ondernemingen van wereldformaat. Deze bedrijven trokken weer bedrijven aan voor aanverwante producten en diensten waardoor gedurende de negentiende eeuw Oss is uitgegroeid tot een belangrijke industriestad.